# John Boydell
John Boydell (19 de janeiro de 1720 – 12 de dezembro de 1804) foi um editor britânico do século XVIII, que atingiu a fama devido a suas reproduções de gravados. Durante sua vida ajudou a moderar o desequilíbrio comercial que existia entre Inglaterra e França no mercado de gravados, iniciando assim uma tradição britânica dedicada a estas artes. Como antigo gravador, Boydell promoveu os interesses dos artistas e patronos, atingindo assim a prosperidade de seu negócio.
Em 1790 Boydell iniciou uma grande iniciativa comercial que incluía a construção da Galeria Boydell Shakespeare, a publicação de uma edição ilustrada das obras de William Shakespeare, e de um folio de gravados representando cenas das obras dramáticas do mesmo autor. Alguns dos mais célebres pintores da época contribuíram para este propósito, como Benjamin West. No entanto, problemas financeiros afetaram o projeto numa época onde a economia britânica estava a ser perturbada pelas guerras revolucionárias francesas.
Através de sua vida, Boydell dedicou seu tempo à criação de projetos cívicos: Doou obras de arte às instituições governamentais e se postulou como candidato a um cargo público. Em 1790, foi eleito como Prefeito de Londres. Finalmente faleceu quase na falência no ano de 1804.

## Primeiros anos
Boydell nasceu em Dorrington, no condado de Shropshire em 19 de janeiro de 1720. Seus pais foram Josiah Boydell e Mary Milnes (Nome de solteira). Seu pai foi um agrimensor, e esperava que seu filho John Boydell, o maior de sete filhos, seguisse seus passos. Em 1731, quando Boydell tinha 11 anos, a família se mudou para a cidade de Hawarden, no condado de Flintshire.
Em 1739 converteu-se em assistente administrativo do deputado John Lawton, e acompanhou-o a Londres. Um ano depois, como muitos empresários da época, Boydell decidiu navegar às Índias com esperança de fazer fortuna, mas depois abandonou sua ideia e regressou a Flintshire. Desconhece-se se nesse momento decidiu exercer como agrimensor.
Aproximadamente em 1740 ou 1741, Boydell viu uma impressão do castelo de Hawarden realizada por William Henry Toms, e sentiu-se encantado com esta, que decidiu viajar a Londres para aprender arte gráfica. E de modo que iniciou seus estudos como aprendiz de William Henry Toms, e se inscreveu na academia de St. Matin’s Lane para aprender desenho. A cada dia trabalhava aproximadamente quatorze horas para Toms e ia a suas classes de desenho durante a noite. Após seis anos, a diligência de Boydell permitiu-lhe isentar no último ano de aprendizagem, e em 1747 estabeleceu sua própria oficina independente na rua Strand, no que se especializava em impressões topográficas econômicas com um custo aproximado de seis centavos ou um xelim.
O desejo de Boydell de assumir responsabilidade de seu próprio negócio tão cedo em sua carreira demonstra seu espírito de iniciativa comercial. Os comércios independentes eram arriscados nos anos 1740 como não existiam leis escritas que protegessem os direitos de autor, apesar da Ata de direitos de gravado de 1734, (melhor conhecida como o ata Hogarth) que tinha sido instituída. A pirataria de publicação de livros e impressões converteu-se numa profissão e diminuiu em grande parte os ganhos dos editores como Boydell.

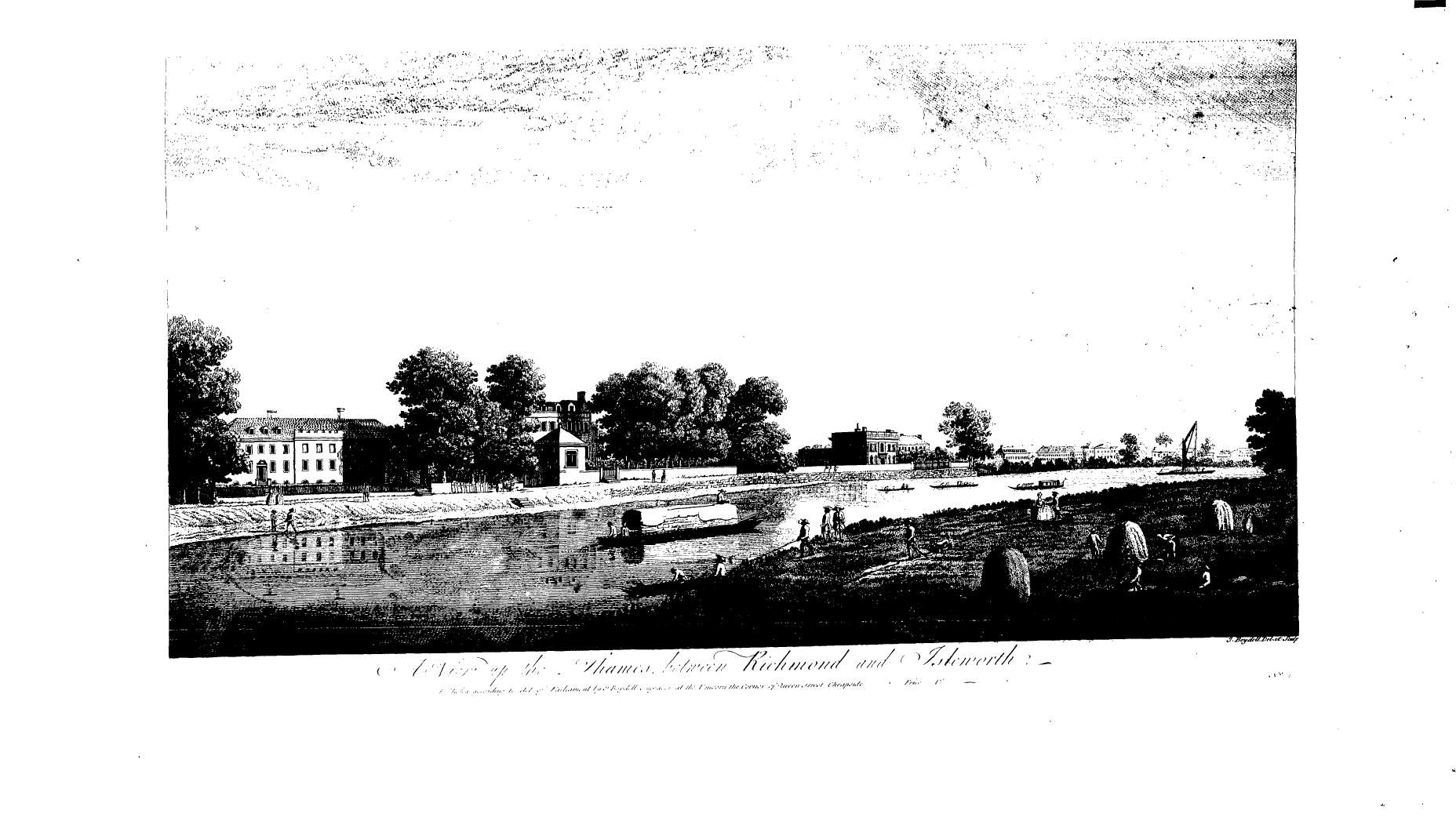
Gravado de Boydell do Rio Támesis entre Richmond e Isleworth em sua Colecção Vistas de Inglaterra e Gales (em inglês Collection of Views in England and Wales, edição de 1790).

Perto de 1747, Boydell publicou seu primeiro grande trabalho, intitulado The Bridge book, no qual desenhou e cortou a cada impressão. O custo era de um xelim e continha seis paisagens, na cada um dos quais tinha uma ponte representada proeminentemente. Um ano depois, em 1748, Boydell aparentemente encontrava-se assegurado financeiramente, e se casou com Elizabeth Lloyd. O casal não teve filhos e Elizabeth morreu em 1781.
Cedo em sua carreira, Boydell notou que seus gravados tinham pouco mérito artístico, e expressou anos mais tarde que estes eram acumulados por outras pessoas "Mais para mostrar a melhoria da arte em seu país (Inglaterra), devido ao período de sua publicação, que à ideia de seu próprio mérito". Isto deve explicar a razão de porque em 1751, que corresponde ao momento que se converteu em membro da Stationers Company, começou a comprar placas de gravados de outros artistas e às publicar em adição às suas. Geralmente um gravador, como William Hogarth, tinha seu próprio negócio ou levava seus gravados a um editor para que os publicasse. No momento que Boydell adotou o papel dual de artista e negociante de impressões, alterou a organização tradicional das impressões. Boydell não estava sujeito aos caprichos do gosto do público: sim seus gravados não vendiam bem, o comprava e vendia as impressões de outros artistas. Também compreendia as preocupações de ambos, o gravador e o editor. Aliás, como editor ajudou a aumentar o nível de respeito para os gravadores, e portanto conseguiu que os pagamentos por suas comissões melhorassem.

## Sucesso

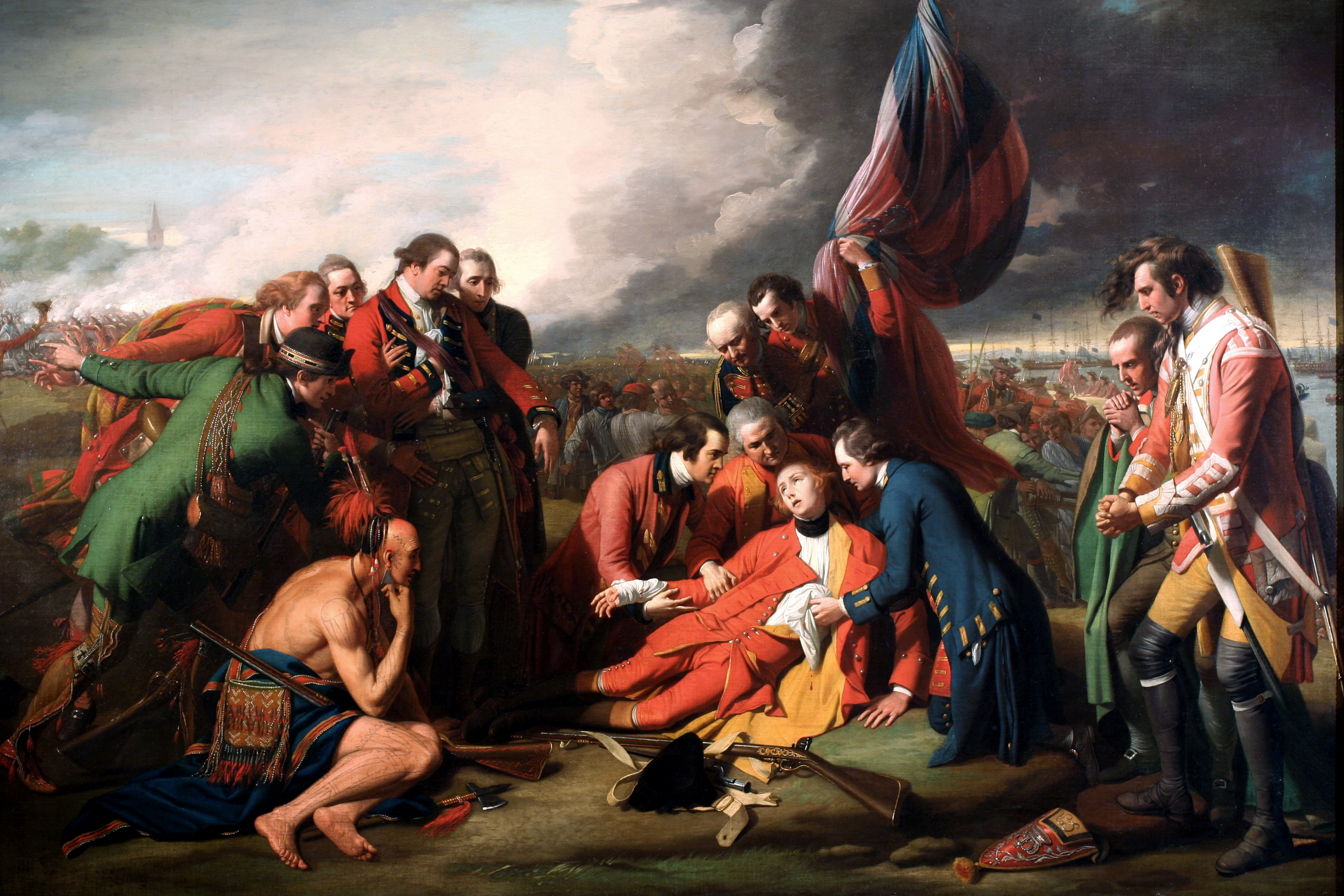
Boydell finalmente fez £15.000 do gravado de 1776 de Benjamin West, titulado Morte do General Wolfe (em inglês Death of Geral Wolfe, 1770), devido principalmente a sua exportação.

Em 1751, com seu grande volume de impressões, Boydell mudou-se a um estabelecimento mais amplo localizado na rua 90, em Cheapside. Ao redor de 1755, publicou um livro chamado Uma coleção de cento e duas vistas em Inglaterra e Gales (em inglês A Collection of One Hundred and Two Views in England and Wales). Este livro econômico e bem sucedido, brindou-lhe o capital necessário para que realizasse novos investimentos. Desta maneira, submergiu-se profundamente no lado comercial do negócio de impressões e como outros grandes impressores começou a importar gravados para vender. Estes incluíam reproduções de gravados de paisagens de artistas como Claude Lorrain e Salvator Rosa. O maior volume de importações provia/provinha dos indiscutidos mestres do gravado que eram os franceses, durante o século XVIII. Boydell reuniu uma pequena fortuna em 1750, proveniente dos gravados importados. Seu rápido sucesso foi reconhecido em 1760 quando foi nomeado membro da Royal Society. Winifired Friedman, que tem escrito extensamente sobre Boydell, explicou que apesar do sucesso, "O que impôs a Boydell como um dos pioneiros no negócio dos gravados foi que os franceses não propagavam crédito ou trocavam as impressões, e pelo contrário tinha o requerimento de produzir dinheiro em grande número. Boydell exerceu ação, e este foi seu ponto crucial."
Em 1761, Boydell tentou realizar um intercâmbio comercial do mesmo tipo com os franceses, na qual no passado se tinham recusado pela má qualidade dos gravados ingleses. Para inaugurar o intercâmbio, tinha que possuir um gravado espetacular. Consequentemente, contratou a William Woollett, que era o gravador mais importante de Inglaterra, para que realizasse um gravado da pintura de Richard Wilson titulada A destruição dos filhos de Níobe (em inglês Destruction of the Children of Niobe). Em 1760, Woollett já tinha gravado exitosamente para Boydell a pintura de Claude Lorraine de 1663 titulada O sacrifício do pai de Psique no templo de Apolo (em inglês The father of Psyche Sacrificing at the Tempere of Apollo). Boydell pagou-lhe aproximadamente £100 pelo gravado de Níobe, uma quantidade espantosa comparada com a taxa usual de pagamentos. Este simples ato de patrocínio aumentou os salários dos gravadores ao longo de Londres. O gravado foi bem sucedido, mas mais importante foi que os franceses o aceitaram como uma classe de pagamento. Aliás, foi o primeiro gravado britânico desejado no continente europeu. Nos anos 1770, os ingleses estavam a exportar mais gravados que importando, principalmente por causa de Boydell.
O negócio de Boydell floresceu e contratou a seu sobrinho Josiah Boydell para que o assistisse. O biógrafo de Boydell, Sven Bruntjen, creu hipoteticamente que uma das razões para o rápido e fenomenal sucesso de Boydell foi sua especialização. Ao invés "de seus competidores (que vendiam manuais, mapas geográficos, e outros livros variados)… seu negócio tinha uma quase exclusiva concentração na venda de reprodução de gravados." Bruntjen argumentou "que apesar das extensas vendas de variados tipos de gravados para reprodução, foi a história contemporânea do gravado que causou o sucesso maioritário de Boydell como comerciante de impressões". Entre os gravados mais notáveis encontrava-se A morte do general James Wolfe (em inglês Death of Geral Wolfe, 1770) pintado por Benjamin West e gravado por Woollett para Boydell em 1776. (Ao redor desta época Boydell acabou com a realização de gravados pelo mesmo e começou a trabalhar unicamente com baixa comissão).

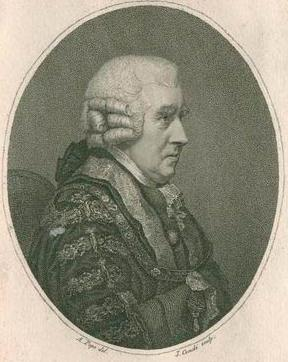
John Boydell em 1791, durante seu período como Prefeito de Londres.